# Just Friends: Live at the Village Vanguard
Just Friends: Live at the Village Vanguard ist ein Jazzalbum von Eddie Daniels und Roger Kellaway, das am 26. November 1988  im New Yorker Jazzclub Village Vanguard aufgenommen und 2017 bei Resonance Records veröffentlicht wurde.

## Hintergrund
Der Mitschnitt Just Friends: Live at the Village Vanguard enthält jeweils zwei Originalkompositionen der beiden Solisten Daniels und Kellaway; der titelgebende Song ist der Jazzstandard „Just Friends“, ursprünglich ein Popsong, den John Klenner (Musik) und Sam M. Lewis (Text) 1931 geschrieben haben. Begleitet werden Daniels und Kellaway von dem Bassisten Buster Williams und dem Schlagzeuger Al Foster.
Der Toningenieur (und spätere Resonance-Co-Eigner) George Klabin erhielt von der Band die Erlaubnis, an diesem Samstagabend ihres einwöchigen Engagements im Village Vanguard aufzunehmen, und der Auftritt wurde mit einem hochwertigen Kassettenrecorder und einem einzelnen Sony-Stereomikrofon mitgeschnitten. „Ich habe das Mikrofon auf die Tischplatte gelegt, auf die Band gerichtet, auf Aufnahme gedrückt und es laufen lassen. So einfach war das“, erinnert sich Klabin in seinem Essay in den Liner Notes. „Das Band gehörte zu meiner persönlichen Sammlung, seit ich es aufgenommen habe. Fast drei Jahrzehnte später, im Jahr 2016, zog ich es heraus und hörte mir es an. Sofort wurde ich wieder in den Bann geschlagen. Ich beschloss, Roger und Eddie digitale Kopien zu senden, um sie damit zu erfreuen.“ Es folgten weitere Diskussionen; Klabin bekam schließlich von allen vier Quartettmitgliedern die Zustimmung und begann Pläne für diese bemerkenswerte DIY-Aufnahme zu machen, um sie endlich ans Licht der Öffentlichkeit zu bringen.
Das Albumcover-Foto stammt von dem  Jazzfotografen William Claxton. Innenaufnahmen von Tom Copi und Richard Laird, die allesamt vom langjährigen Resonance-Designer Burton Yount zu einem CD-Paket zusammengefügt wurden.
Niemals für die kommerzielle Veröffentlichung gedacht, zeichnet sich Klabins Aufnahme dennoch durch Klarheit und Intimität aus. Es dokumentiert auch eine bedeutende Zeit in der Daniels-Kellaway-Beziehung, die aus einem Vorschlag von Jack Kleinsinger hervorging, dass sie einige Jahre vor dem Datum von Vanguard gemeinsam für seine beliebte Konzertreihe „Highlights in Jazz“ auftreten. Inzwischen haben Daniels und Kellaway ihre einfallsreiche Partnerschaft als Duo auf einer Reihe von Aufnahmen dokumentiert, darunter Live in the Library of Congress, Duke im Roadhouse: Live in Santa Fe und A Duo of One: Live in the Bakery. Sie hatten auch vor Jahren in verschiedenen Ensemble-Kontexten auf Alben wie To Bird With Love und Memos from Paradise: The Music of Roger Kellaway aufgenommen.
Das Album enthält ein Booklet mit historischen Fotografien, Essays der Resonance-Produzenten George Klabin und Zev Feldman, des Jazzautors John Murph sowie Interviews und Betrachtungen von Eddie Daniels, Roger Kellaway und Buster Williams.

## Titelliste

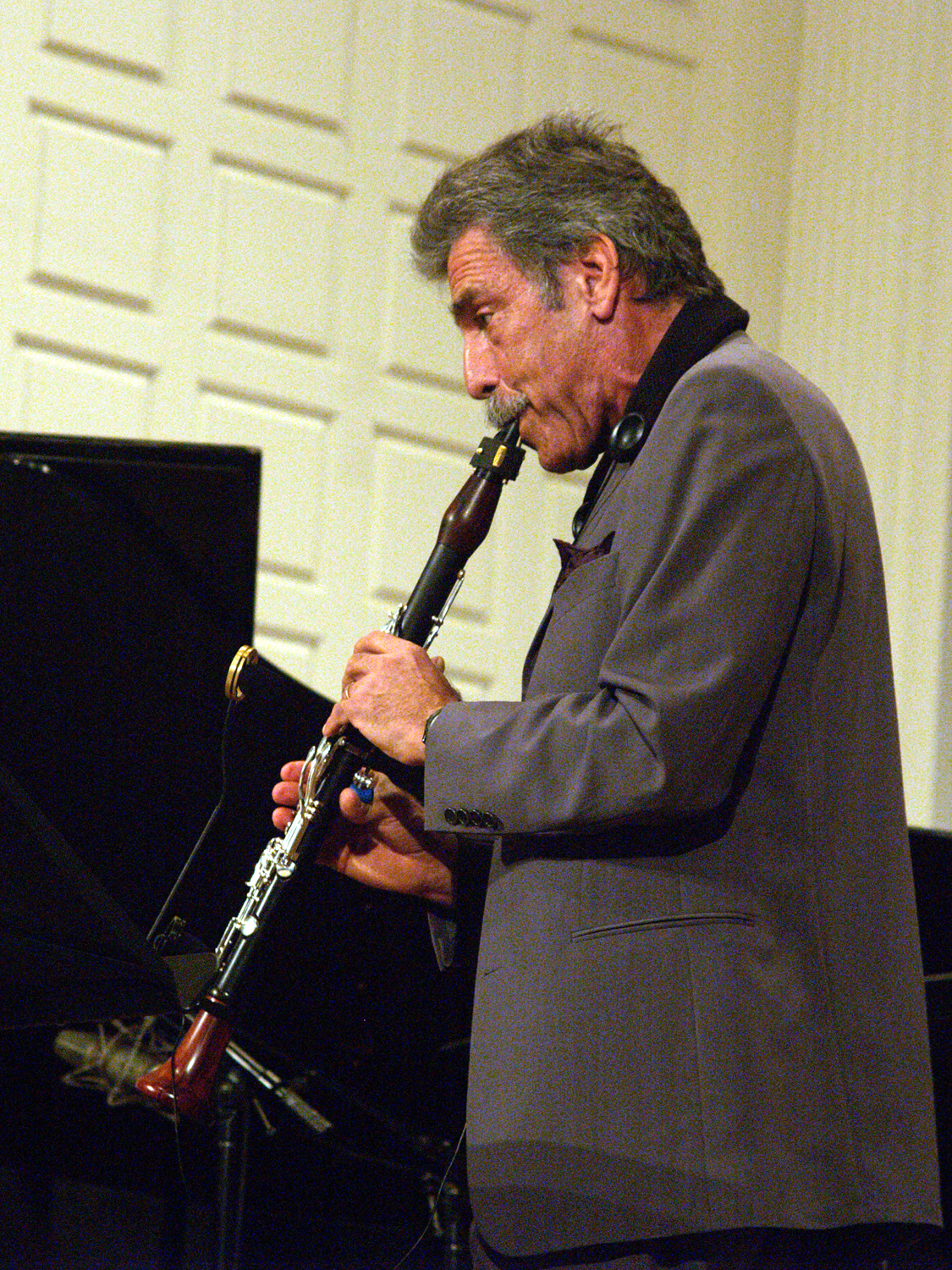
Eddie Daniels live in New Haven, CT 2007

- Eddie Daniels & Roger Kellaway – Just Friends: Live at the Village Vanguard (Resonance Records – HCD-2028[3])

1. Some O' This and Some O' That (Roger Kellaway) 9:32
2. Reverie for a Rainy Day (Eddie Daniels) 5:37
3. Wolfie's Samba (Eddie Daniels) 9:09
4. Just Friends (John Klenner, Samuel M. Lewis) 17:47
5. The Spice Man (Roger Kellaway) 15:57

## Rezeption
Dve Gelly verlieh dem Album im Guardian vier (von fünf) Sterne und meinte: „Obwohl es im zeitgenössischen Jazz praktisch ausgestorben ist, hat die Klarinette einen herausragenden lebenden Meister in Eddie Daniels. Diese Live-Aufnahme von 1988, die zuvor nicht veröffentlicht wurde, fängt den vollen Glanz seiner frühen Reife und auch seines kreativen Einverständnisses mit dem Pianisten/Komponisten Roger Kellaway ein. Ihre kombinierte Virtuosität geht über die Technik hinaus und berücksichtigt Feinfühligkeit, Witz und exquisite Beurteilung der Stimmung. All dies ist perfekt in Wolfies Samba zusammengefasst, einem Stück von Daniels, das sich als schlauer, frecher, aber wissender Kniff aus Mozarts Klarinettenquintett herausstellt. Und wenn es um die todesmutige Geschwindigkeit geht, versuchen Sie es mit Kellaways ‚The Spice Man‘. Es hätte sogar Benny Goodman besiegt.“
Mike Shanley meinte in JazzTimes, dass Eddie Daniels in den 1980er-Jahren sein Tenorsaxophon aufgegeben und sich mehr seiner Klarinette gewidmet habe, „hat sich ausgezahlt, und er hat das Instrument in neue Territorien gestoßen, die weit über die übliche Tradition hinausgehen. Es gibt Momente auf dieser Aufnahme, während seines Originals ‚Reverie for a Rainy Day‘, bei dem Daniels einen so vollen, vollmundigen Sound erzeugt, dass er nicht einmal wie eine Klarinette klingt, sondern wie ein obskures Instrument aus einer verborgenen Ecke der Welt. Es ist eine von vielen Überraschungen, die an einem Samstagabend im November 1988 im Village Vanguard stattfanden.“
Mit ihm auf der Bühne war der Pianist Roger Kellaway, der vor kurzem mit Daniels eine musikalische Beziehung aufgebaut hatte. George Klabin, heute der Präsident von Resonance Records, war an diesem Abend im Publikum und erhielt von Daniels die Erlaubnis, das Set aufzunehmen. Obwohl er nur einen Kassettenrekorder auf einem Tisch hatte und mit einem Sony-Stereomikrofon operierte, gelang es Klabin, die Nuancen der Musik und die Energie des Quartetts einzufangen.
„Das Set besteht aus geradlinigem Material, aber die Interaktivität zwischen den Spielern hebt es über den Standardtarif hinaus. Der rasche Ansturm von Noten in Kellaways ‚The Spice Man‘ erinnert beinahe an eine Bebop-Parodie, aber während der Soli, vor allem Williams 'vage, ist die Botschaft eine ernste Angelegenheit. „Wolfies Samba“ inspiriert das Quartett, indem es ein Mozart-Klarinettenstück mit einem Samba-Groove kombiniert. Für „Just Friends“ erstellt die Gruppe ein episches 18-minütiges Zeugnis, das mit einer Abstraktion über das Thema beginnt und durch unbegleitete Klarinetten- und Klaviersoli fortgesetzt wird. Insbesondere zeigt Kellaway eine freie, nach außen gerichtete Richtung und behält dabei sein detailliertes Gespür für die Melodie bei.“

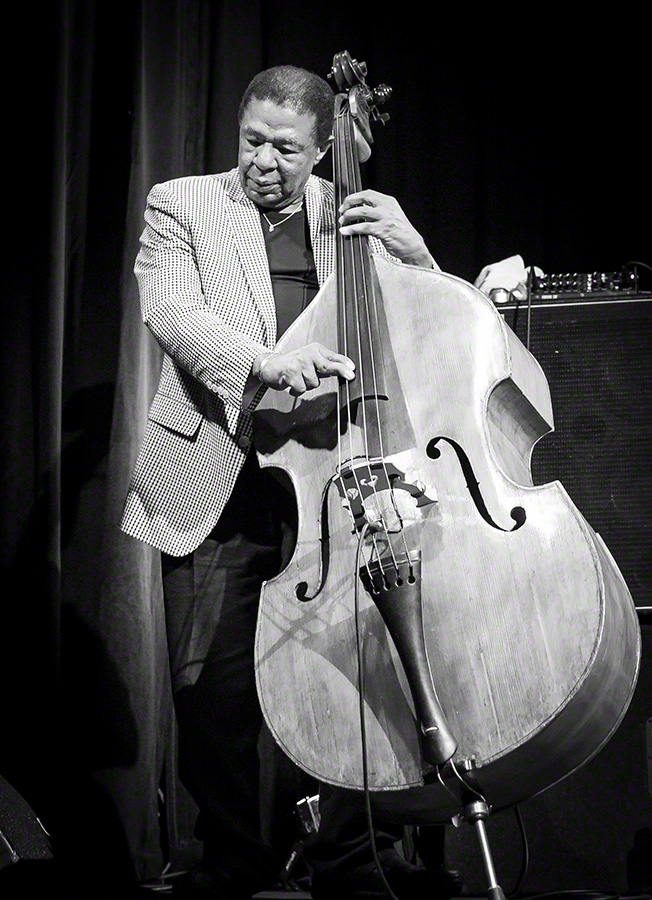
Buster Williams, Oslo Jazzfestival 2016

Leonard Weinreich schrieb in London Jazz News: „Es gibt einige Jazz-Kommentatoren, die überragende technische Errungenschaften als verdächtig betrachten und leere Virtuosität mit künstlerischem Fehlen gleichsetzen. Oder, wie Shakespeare kurz über Stan Kenton schrieb: ‚Klang und Wut bedeuten nichts‘.“ Glücklicherweise besitze Eddie Daniels, Oberrabbiner der Klarinette, der eine Holzblastechnik mit beachtlichen Fähigkeiten entwickelt habe. In „Some O' This and Some O' That“, einem boppigen Blues, fliege Daniels unbeschränkt durch eine Reihe von Refrains, bevor sich Kellaway zu einem Solo begibt, das von verspielten Gegenrhythmen geprägt ist. „Reverie for a Rainy Day“ beginnt stimmungsvoll tief im Chalumeau-Register der Klarinette, die immer wieder höher klettere, „gestreichelt von Daniels ausdrucksvollem Ton“. Die Darbietung erfolge in einem langsamen Tempo, das normalerweise für Schlagzeuger eine Qual bedeute, doch Al Fosters unerschütterliches Zeit-Spiel wird durch nichts beeinträchtigt.
Unerwarteterweise transportiere „Wolfie’s Samba“ das Vanguard-Publikum in das Wien des 18. Jahrhunderts, während Daniels mit tadellos legitimer Intonation ein paar Dutzend Takte W.A. Mozarts Klarinettenquintett, wie geschrieben, formuliert, ehe es nach Süden nach Brasilien gehe, mit Bossa Nova Klängen und einem angemesseneren Jazzton. Der Titelsong „Just Friends“ (ein Song, den Charlie Parker in einen Jazzstandard umgewandelt habe) handele hier „von zwei Kameraden, die ein rubato-kubistisches Gespräch führen. Klarinette und Klavier behandeln Fragmente des Themas und untersuchen sie aus verschiedenen Perspektiven wie Braque und Picasso, bevor sie ihre Rhythmusgruppe uf der Stufe A aktivieren und in einen schäumenden Swing eintauchen.“ Schließlich bringe Al Foster in „The Spice Man“ mit „heimtückischen Snare-Abgriffen auf den Markt und treibt die Gruppe zu einer Reinkarnation eines Goodman-Sextetts aus den 40er Jahren, die sich abwechselnd mit einer Reihe langsamer, meditativer Aussagen von jedem Musiker abwechselt. Williams’ Beitrag ist eine meisterhafte Ausstellung von Arco, während Daniels und Kellaway Helden des frühen 20. Jahrhunderts kanalisieren. Nach einem weiteren Ausbruch des Ensembles bietet Foster eine Lektion für das Spielen eines stoßfreien Sotto-Drum-Solos an, ohne die Aufregung zu beeinträchtigen.“
Autor John Murph schrieb in den Liner Notes, Just Friends ist „ist nicht nur eine faszinierende musikalische Momentaufnahme von  Roger Kellaways und Eddie Daniels’ frühen Jahren, sondern führt die Jazzwelt in seltene Kompositionen ein, die von den beiden geschrieben wurden. ‚The Spice Man‘ ist etwas, das der Pianist nicht nochmals versucht hat und nicht beabsichtigt (‚Ich möchte einfach nicht so schnell spielen‘). Sein ‚Some O’ This and Some O’ That‘ offenbart den Einfluss von Thelonious Monk, vielleicht auch von Art Blakey, in seinem treibenden Shuffle-Feeling und den blendenden Soli. Daniels’ Beiträge, die wunderschöne Ballade ‚Reverie for a Rainy Day‘ und das von Mozart inspirierte ‚Wolfies Samba‘ sind ebenfalls Raritäten, die vom Klarinettisten nie wieder aufgeführt werden.“
Mit der Veröffentlichung von Just Friends ist die historische Aufzeichnung dieser besonderen musikalischen Bindung von Kellaway und Daniels noch vollständiger, meinte der Kritiker von Bebop Spoken Here: „Die Lyrik, der Swing und die schiere Unberechenbarkeit, die Daniels und Kellaway bei jeder Begegnung mitbringen, ist wirklich umwerfend - nicht zuletzt im abstrakten Rubato-Intro des fast 20 Minuten langen Titeltracks. Die Anwesenheit von Buster Williams und Al Foster, die zuvor noch nie als Rhythmusgruppe mit diesen beiden Co-Leadern gearbeitet hatten, trägt nur zur Spontanität und dem Funken der Musik bei.“